# Cybele Corona
La Cybele Corona è una struttura geologica della superficie di Venere.